# Rodrigo Cantero
Rodrigo Fabián Cantero (Fernando de la Mora, Paraguay, 19 de julio de 1985) es un jugador paraguayo que juega de delantero y su actual equipo es el Fernando de la Mora de la Segunda División de Paraguay.

## Clubes
| Club                | País     | Año           |
| ------------------- | -------- | ------------- |
| Nacional            | Paraguay | 2004 - 2008   |
| Ñublense            | Chile    | 2009          |
| 12 de Octubre       | Paraguay | 2009          |
| Sportivo Trinidense | Paraguay | 2010          |
| General Caballero   | Paraguay | 2011          |
| Sportivo Carapeguá  | Paraguay | 2012-2014     |
| Fernando de la Mora | Paraguay | 2015-presente |

### Participaciones en Copas Nacionales
| Copa               | País     | Resultado     | Partidos | Goles |
| ------------------ | -------- | ------------- | -------- | ----- |
| Copa Paraguay 2018 | Paraguay | Por confirmar | 0        | 0     |